# Lost picture
|  | Denne artikel er oprettet af botten PalnaBot ud fra en ekstern database. Den kan derfor have sproglige fejl eller mangler. Denne skabelon kan fjernes efter kontrol af indholdet. |

Lost picture er en kortfilm instrueret af Marisól Ortiz efter eget manuskript.